# Albo d'oro del singolare femminile dell'US Open

## Albo d'oro
Nella tabella sottostante sono riportati i risultati delle finali del singolare femminile del torneo US Open di tennis.
| Anno | Vincitrice                   | Finalista                    | Punteggio               |
| 1887 | Ellen Hansell                | Laura Knight                 | 6–1, 6–0                |
| 1888 | Bertha Townsend (1)          | Ellen Hansell                | 6–3, 6–5                |
| 1889 | Bertha Townsend (2)          | Lida Voorhees                | 7–5, 6–2                |
| 1890 | Ellen Roosevelt              | Bertha Townsend              | 6–2, 6–2                |
| 1891 | Mabel Cahill (1)             | Ellen Roosevelt              | 6–4, 6–1, 4–6, 6–3      |
| 1892 | Mabel Cahill (2)             | Elisabeth Moore              | 5–7, 6–3, 6–4, 4–6, 6–2 |
| 1893 | Aline Terry                  | Augusta Schultz              | 6–1, 6–3                |
| 1894 | Helen Hellwig                | Aline Terry                  | 7–5, 3–6, 6–0, 3–6, 6–3 |
| 1895 | Juliette Atkinson (1)        | Helen Hellwig                | 6–4, 6–2, 6–1           |
| 1896 | Elisabeth Moore (1)          | Juliette Atkinson            | 6–4, 4–6, 6–2, 6–2      |
| 1897 | Juliette Atkinson (2)        | Elisabeth Moore              | 6–3, 6–3, 4–6, 3–6, 6–3 |
| 1898 | Juliette Atkinson (3)        | Marion Jones                 | 6–3, 5–7, 6–4, 2–6, 7–5 |
| 1899 | Marion Jones (1)             | Maud Banks                   | 6–1, 6–1, 7–5           |
| 1900 | Myrtle McAteer               | Edith Parker                 | 6–2, 6–2, 6–0           |
| 1901 | Elisabeth Moore (2)          | Myrtle McAteer               | 6–4, 3–6, 7–5, 2–6, 6–2 |
| 1902 | Marion Jones (2)             | Elisabeth Moore              | 6–1, 1–0 ritiro         |
| 1903 | Elisabeth Moore (3)          | Marion Jones                 | 7–5, 8–6                |
| 1904 | May Sutton                   | Elisabeth Moore              | 6–1, 6–2                |
| 1905 | Elisabeth Moore (4)          | Helen Homans                 | 6–4, 5–7, 6–1           |
| 1906 | Helen Homans                 | Maud Barger-Wallach          | 6–4, 6–3                |
| 1907 | Evelyn Sears                 | Carrie Neely                 | 6–3, 6–2                |
| 1908 | Maud Barger-Wallach          | Evelyn Sears                 | 6–3, 1–6, 6–3           |
| 1909 | Hazel Hotchkiss Wightman (1) | Maud Barger-Wallach          | 6–0, 6–1                |
| 1910 | Hazel Hotchkiss Wightman (2) | Louise Hammond               | 6–4, 6–2                |
| 1911 | Hazel Hotchkiss Wightman (3) | Florence Sutton              | 8–10, 6–1, 9–7          |
| 1912 | Mary Browne (1)              | Eleonora Sears               | 6–4, 6–2                |
| 1913 | Mary Browne (2)              | Dorothy Green                | 6–2, 7–5                |
| 1914 | Mary Browne (3)              | Marie Wagner                 | 6–2, 1–6, 6–1           |
| 1915 | Molla Bjurstedt (1)          | Hazel Hotchkiss Wightman     | 4–6, 6–2, 6–0           |
| 1916 | Molla Bjurstedt (2)          | Louise Hammond Raymond       | 6–0, 6–1                |
| 1917 | Molla Bjurstedt (3)          | Marion Vanderhoef            | 4–6, 6–0, 6–2           |
| 1918 | Molla Bjurstedt (4)          | Eleanor E. Goss              | 6–4, 6–3                |
| 1919 | Hazel Hotchkiss Wightman     | Marion Zinderstein           | 6–1, 6–2                |
| 1920 | Molla Bjurstedt Mallory (5)  | Marion Zinderstein           | 6–3, 6–1                |
| 1921 | Molla Bjurstedt Mallory (6)  | Mary Browne                  | 4–6, 6–4, 6–2           |
| 1922 | Molla Bjurstedt Mallory (7)  | Helen Wills                  | 6–3, 6–1                |
| 1923 | Helen Wills (1)              | Molla Bjurstedt Mallory      | 6–2, 6–1                |
| 1924 | Helen Wills (2)              | Molla Bjurstedt Mallory      | 6–1, 6–3                |
| 1925 | Helen Wills (3)              | Kathleen McKane              | 3–6, 6–0, 6–2           |
| 1926 | Molla Bjurstedt Mallory (8)  | Elizabeth Ryan               | 4–6, 6–4, 9–7           |
| 1927 | Helen Wills (4)              | Betty Nuthall                | 6–1, 6–4                |
| 1928 | Helen Wills (5)              | Helen Jacobs                 | 6–2, 6–1                |
| 1929 | Helen Wills (6)              | Phoebe Holcroft Watson       | 6–4, 6–2                |
| 1930 | Betty Nuthall                | Anna McCune Harper           | 6–1, 6–4                |
| 1931 | Helen Wills Moody (7)        | Eileen Bennett Whittingstall | 6–4, 6–1                |
| 1932 | Helen Hull Jacobs (1)        | Carolin Babcock              | 6–2, 6–2                |
| 1933 | Helen Hull Jacobs (2)        | Helen Wills Moody            | 8–6, 3–6, 3–0 ritiro    |
| 1934 | Helen Hull Jacobs (3)        | Sarah Palfrey                | 6–1, 6–4                |
| 1935 | Helen Hull Jacobs (4)        | Sarah Palfrey Fabyan         | 6–2, 6–4                |
| 1936 | Alice Marble (1)             | Helen Hull Jacobs            | 4–6, 6–3, 6–2           |
| 1937 | Anita Lizana                 | Jadwiga Jędrzejowska         | 6–4, 6–2                |
| 1938 | Alice Marble (2)             | Nancye Wynne Bolton          | 6–0, 6–3                |
| 1939 | Alice Marble (3)             | Helen Hull Jacobs            | 6–0, 8–10, 6–4          |
| 1940 | Alice Marble (4)             | Helen Hull Jacobs            | 6–2, 6–3                |
| 1941 | Sarah Palfrey Cooke (1)      | Pauline Betz                 | 7–5, 6–2                |
| 1942 | Pauline Betz (1)             | Louise Brough                | 4–6, 6–1, 6–4           |
| 1943 | Pauline Betz (2)             | Louise Brough                | 6–3, 5–7, 6–3           |
| 1944 | Pauline Betz (3)             | Margaret Osborne             | 6–3, 8–6                |
| 1945 | Sarah Palfrey Cooke (2)      | Pauline Betz                 | 3–6, 8–6, 6–4           |
| 1946 | Pauline Betz (4)             | Patricia Canning             | 11–9, 6–3               |
| 1947 | Louise Brough                | Margaret Osborne             | 8–6, 4–6, 6–1           |
| 1948 | Margaret Osborne duPont (1)  | Louise Brough                | 4–6, 6–4, 15–13         |
| 1949 | Margaret Osborne duPont (2)  | Doris Hart                   | 6–3, 6–1                |
| 1950 | Margaret Osborne duPont (3)  | Doris Hart                   | 6–4, 6–3                |
| 1951 | Maureen Connolly (1)         | Shirley Fry                  | 6–3, 1–6, 6–4           |
| 1952 | Maureen Connolly (2)         | Doris Hart                   | 6–3, 7–5                |
| 1953 | Maureen Connolly (3)         | Doris Hart                   | 6–2, 6–4                |
| 1954 | Doris Hart (1)               | Louise Brough                | 6–8, 6–1, 8–6           |
| 1955 | Doris Hart (2)               | Patricia Ward                | 6–4, 6–2                |
| 1956 | Shirley Fry                  | Althea Gibson                | 6–3, 6–4                |
| 1957 | Althea Gibson (1)            | Louise Brough                | 6–3, 6–2                |
| 1958 | Althea Gibson (2)            | Darlene Hard                 | 3–6, 6–1, 6–2           |
| 1959 | Maria Bueno (1)              | Christine Truman             | 6–1, 6–4                |
| 1960 | Darlene Hard (1)             | Maria Bueno                  | 6–4, 10–12, 6–4         |
| 1961 | Darlene Hard (2)             | Ann Haydon-Jones             | 6–3, 6–4                |
| 1962 | Margaret Smith (1)           | Darlene Hard                 | 9–7, 6–4                |
| 1963 | Maria Bueno (2)              | Margaret Smith               | 7–5, 6–4                |
| 1964 | Maria Bueno (3)              | Carole Caldwell Graebner     | 6–1, 6–0                |
| 1965 | Margaret Smith (2)           | Billie Jean Moffitt          | 8–6, 7–5                |
| 1966 | Maria Bueno (4)              | Nancy Richey                 | 6–3, 6–1                |
| 1967 | Billie Jean King (1)         | Ann Haydon-Jones             | 11–9, 6–4               |
| 1968 | Virginia Wade                | Billie Jean King             | 6–4, 6–2                |
| 1969 | Margaret Smith Court (3)     | Nancy Richey                 | 6–2, 6–2                |
| 1970 | Margaret Smith Court (4)     | Rosemary Casals              | 6–2, 2–6, 6–1           |
| 1971 | Billie Jean King (2)         | Rosemary Casals              | 6–4, 7–6(2)             |
| 1972 | Billie Jean King (3)         | Kerry Melville               | 6–3, 7–5                |
| 1973 | Margaret Smith Court (5)     | Evonne Goolagong             | 7–6(2), 5–7, 6–2        |
| 1974 | Billie Jean King (4)         | Evonne Goolagong             | 3–6, 6–3, 7–5           |
| 1975 | Chris Evert (1)              | Evonne Goolagong             | 5–7, 6–4, 6–2           |
| 1976 | Chris Evert (2)              | Evonne Goolagong             | 6–3, 6–0                |
| 1977 | Chris Evert (3)              | Wendy Turnbull               | 7–6(3), 6–2             |
| 1978 | Chris Evert (4)              | Pam Shriver                  | 7–5, 6–4                |
| 1979 | Tracy Austin (1)             | Chris Evert Lloyd            | 6–4, 6–3                |
| 1980 | Chris Evert Lloyd (5)        | Hana Mandlíková              | 5–7, 6–1, 6–1           |
| 1981 | Tracy Austin (2)             | Martina Navrátilová          | 1–6, 7–6(4), 7–6(1)     |
| 1982 | Chris Evert Lloyd (6)        | Hana Mandlíková              | 6–3, 6–1                |
| 1983 | Martina Navrátilová (1)      | Chris Evert Lloyd            | 6–1, 6–3                |
| 1984 | Martina Navrátilová (2)      | Chris Evert Lloyd            | 4–6, 6–4, 6–4           |
| 1985 | Hana Mandlíková              | Martina Navrátilová          | 7–6(3), 1–6, 7–6(2)     |
| 1986 | Martina Navrátilová (3)      | Helena Suková                | 6–3, 6–2                |
| 1987 | Martina Navrátilová (4)      | Steffi Graf                  | 7–6(4), 6–1             |
| 1988 | Steffi Graf (1)              | Gabriela Sabatini            | 6–3, 3–6, 6–1           |
| 1989 | Steffi Graf (2)              | Martina Navrátilová          | 3–6, 7–5, 6–1           |
| 1990 | Gabriela Sabatini            | Steffi Graf                  | 6–2, 7–6(4)             |
| 1991 | Monica Seles (1)             | Martina Navrátilová          | 7–6(1), 6–1             |
| 1992 | Monica Seles (2)             | Arantxa Sánchez Vicario      | 6–3, 6–3                |
| 1993 | Steffi Graf (3)              | Helena Suková                | 6–3, 6–3                |
| 1994 | Arantxa Sánchez Vicario      | Steffi Graf                  | 1–6, 7–6(3), 6–4        |
| 1995 | Steffi Graf (4)              | Monica Seles                 | 7–6(6), 0–6, 6–3        |
| 1996 | Steffi Graf (5)              | Monica Seles                 | 7–5, 6–4                |
| 1997 | Martina Hingis               | Venus Williams               | 6–0, 6–4                |
| 1998 | Lindsay Davenport            | Martina Hingis               | 6–3, 7–5                |
| 1999 | Serena Williams (1)          | Martina Hingis               | 6–3, 7–6(4)             |
| 2000 | Venus Williams (1)           | Lindsay Davenport            | 6–4, 7–5                |
| 2001 | Venus Williams (2)           | Serena Williams              | 6–2, 6–4                |
| 2002 | Serena Williams (2)          | Venus Williams               | 6–4, 6–3                |
| 2003 | Justine Henin                | Kim Clijsters                | 7–5, 6–1                |
| 2004 | Svetlana Kuznecova           | Elena Dement'eva             | 6–3, 7–5                |
| 2005 | Kim Clijsters (1)            | Mary Pierce                  | 6–3, 6–1                |
| 2006 | Marija Šarapova              | Justine Henin                | 6–4, 6–4                |
| 2007 | Justine Henin                | Svetlana Kuznecova           | 6–1, 6–3                |
| 2008 | Serena Williams (3)          | Jelena Janković              | 6–4, 7–5                |
| 2009 | Kim Clijsters (2)            | Caroline Wozniacki           | 7–5, 6–3                |
| 2010 | Kim Clijsters (3)            | Vera Zvonarëva               | 6–2, 6–1                |
| 2011 | Samantha Stosur              | Serena Williams              | 6–2, 6–3                |
| 2012 | Serena Williams (4)          | Viktoryja Azaranka           | 6–2, 2–6, 7–5           |
| 2013 | Serena Williams (5)          | Viktoryja Azaranka           | 7–5, 6(6)–7, 6–1        |
| 2014 | Serena Williams (6)          | Caroline Wozniacki           | 6–3, 6–3                |
| 2015 | Flavia Pennetta              | Roberta Vinci                | 7–6(4), 6–2             |
| 2016 | Angelique Kerber             | Karolína Plíšková            | 6–3, 4–6, 6–4           |
| 2017 | Sloane Stephens              | Madison Keys                 | 6–3, 6–0                |
| 2018 | Naomi Ōsaka (1)              | Serena Williams              | 6–2, 6–4                |
| 2019 | Bianca Andreescu             | Serena Williams              | 6–3, 7–5                |
| 2020 | Naomi Ōsaka (2)              | Viktoryja Azaranka           | 1–6, 6–3, 6–3           |
| 2021 | Emma Raducanu                | Leylah Annie Fernandez       | 6–4, 6–3                |
| 2022 | Iga Świątek                  | Ons Jabeur                   | 6–2, 7–6(5)             |
| 2023 | Coco Gauff                   | Aryna Sabalenka              | 2–6, 6–3, 6–2           |
| 2024 | Aryna Sabalenka              | Jessica Pegula               | 7–5, 7–5                |

## Tenniste più vittoriose
| Tennista                 | N. titoli |
| ------------------------ | --------- |
| Molla Bjurstedt Mallory  | 8         |
| Helen Wills Moody        | 7         |
| Chris Evert              | 6         |
| Serena Williams          | 6         |
| Margaret Smith Court     | 5         |
| Steffi Graf              | 5         |
| Alice Marble             | 4         |
| Billie Jean King         | 4         |
| Elisabeth Moore          | 4         |
| Hazel Hotchkiss Wightman | 4         |
| Helen Jacobs             | 4         |
| Maria Bueno              | 4         |
| Martina Navrátilová      | 4         |
| Pauline Betz             | 4         |
| Juliette Atkinson        | 3         |
| Margaret Osborne duPont  | 3         |
| Mary K. Browne           | 3         |
| Maureen Connolly         | 3         |
| Kim Clijsters            | 3         |